# Hiroya Sueki
Hiroya Sueki (末木 裕也 Sueki Hiroya?), född 16 maj 1997 i Yamanashi prefektur, är en japansk fotbollsspelare.
Sueki började sin karriär 2020 i Kataller Toyama.